# Explorer 45
Explorer 45, também conhecido como S-Cubed A e Small Scientific Satellite (SSS-A) foi um satélite artificial da NASA dedicado ao estudo da magnetosfera, os fluxos de partículas e o campo elétrico da Terra. Foi lançado em 15 de novembro de 1971 a partir da plataforma flutuante San Marco por meio de um foguete Scout B.

## Objetivos científicos
Os objetivos científicos do Explorer 45 foram:
- Estudar as características e origem do circuito de corrente ao redor da Terra e o desenvolvimento inicial das tempestades magnéticas.
- Estudar a relação entre as tempestades magnéticas, subtempestades e aceleração de partículas carregadas na magnetosfera inferior.
- Determinar os principais mecanismos de interação entre ondas e partículas, fazer medições direcionais de prótons, elétrons e partículas alfa em intervalos de largura de energia.[1]

## Características
O Explorer 45 era capaz de formatar a bordo completamente todos os dados coletados por meio de um conjunto de instruções pré-programadas. Instruções de controlo de recolha de dados e podiam ser reprogramados a partir do solo. O sistema de comando manejava até 80 comandos para controlar tanto a nave como a recolha de dados. A nave era munida em sua superfície com quatro antenas dipolo separadas por 90 graus entre elas. Tinha dois transmissores, um para dados digitais (com uma taxa de 446 bps) e um para dados digitais e analógicos.
O sistema elétrico do satélite consistia de uma bateria recarregável e m painel solar. Foi estabilizado por rotação (a 7 rotações por minuto).
O Explorador 45 foi desligado em 30 de setembro de 1974, depois de quase três anos em funcionamento. Ele reentrou na atmosfera em 10 de janeiro de 1992.